# Jekatyerinoszlavka
Jekatyerinoszlavka (oroszul: Екатеринославка) falu Oroszország ázsiai részén, az Amuri területen, az Oktyabrszkij járás székhelye. Népessége: 9723 fő (a 2010. évi népszámláláskor).

## Elhelyezkedése
A Zeja-Bureja-síkságon, az Ivanovka (a Zeja mellékfolyója) bal partján helyezkedik el. A település mellett vezet az „Amur” nevű R297-es főút (oroszul: ). Innen ágazik le délnyugat felé Tambovkán át az Amur parti Konsztantyinovka járási székhelyre vezető R465-ös út.
Az európai országrésznek arról a Jekatyerinoszlavi kormányzóságáról nevezték el, ahonnan első lakói 1894-ben ide települtek át.